# Chica Sobresalto
Chica Sobresalto és un projecte musical de la cantant Maialen Gurbindo López (Atarrabia, Navarra, 13 de maig de 1994). Té tres àlbums publicats: Sobresalto, Sinapsis i Oráculo, el primer dels quals va ser autoproduït i els següents publicats per El Dromedario Records el 2017, 2021 i 2023 respectivament.
La banda es va fer famosa, ja que Maialen va participar en l'onzena edició d'Operación Triunfo el 2020, on va quedar en sisena posició. Chica Sobresalto és l'alter ego de Maialen Gurbindo, nom que sorgeix del pensament que "la vida no és un sospir, és un sobresalt", a través del qual apareix representada com una heroïna que fa les coses que a Maialen li fa pudor fer.
Maialen va estudiar música en l'Orfeón Pamplonés Juvenil i a l'escola de música pública Hilarion Eslava. També va cantar amb 3indarrok Elektrotxaranga, amb Biluzik i en un cor gòspel.
El 12 de novembre de 2024 es va anunciar Chica Sobresalto com una de les 16 participants del Benidorm Fest 2025. La cançó es titulava «Mala feminista» i era composta per ella mateixa. El tema es va publicar a totes les plataformes el 18 de desembre de 2024.
En 2024, Maialen publica el seu primer llibre El arte de ser mediocre. En aquest parla de totes les Maialen que viuen dins d'ella: «L'art de ser mediocre és la destresa d'acceptar totes les teves rareses. No és voler-te amb tot. És voler-te malgrat tot»
El dia 5 de juny de 2023 va estrenar-se a Podimo el pòdcast Triunfitas amb traumitas. És un pòcast d'entrevistes dirigit per Samantha Gilabert i Maialen Gurbindo, pel qual han passat entre d'altres, antics companys d'Operación Triunfo, concursants d'altres edicions del programa i fins a Tinet Rubira que és el director de Gestmusic Endemol i un de productors del concurs.